# Баль Іван
Іван Баль гербу Ґоздава (пол. Jan Bal; пом. 1480) — галицький шляхтич, урядник Польського Королівства. Засновник («протопласта») роду Балів.

## Життєпис
Батько — Матіас Баль, жупник сяніцький (тиравський), дід — Петер (Пйотр) з Угорщини, один із двох братів, які 1361 року отримали від короля Казімежа ІІІ значні маєтності в Сяноцькій землі з обов'язками військової служби Короні. Мати — дружина батька Анна (прізвище невідоме). Від батька успадкував маєтності, зокрема, Бжозово, яке 1444 стало містом, що спочатку називалось «Lobetanc», потім — Новотанець. Тому він спочатку підписувався «з Бжозова», потім — «з Новотанця», як і нащадки. З 1441 року сяноцький стольник. Залишив нащадкам із 10 маєткностей.

### Сім'я
Дружина — Зузанна із Сєннова, донька львівського каштеляна Сенька гербу Корчак. Діти:
- Пйотр — перемиський кустош
- Мацей — сяноцький хорунжий, підкоморій, каштелян
- Баль Міхал — монах-бернардин[2]